# Giro del Belgio 1947
Il Giro del Belgio 1947, trentunesima edizione della corsa, si svolse in cinque tappe tra il 13 e il 18 maggio 1947, per un percorso totale di 1 066 km e fu vinto dal belga Maurits Van Herzele.

## Tappe
| Tappa  | Data      | Percorso            | km    | Vincitore di tappa | Leader cl. generale |
| ------ | --------- | ------------------- | ----- | ------------------ | ------------------- |
| 1ª     | 13 maggio | Bruxelles > Mons    |       | Albert Sercu       |                     |
| 2ª     |           | Mons > Namur        |       | Jérôme Dufromont   |                     |
| 3ª     |           | Namur > Lussemburgo |       | Albert Sercu       |                     |
| 4ª     |           | Lussemburgo > Liegi |       | Albert Lambert     |                     |
| 5ª     | 18 maggio | Liegi > Bruxelles   |       | Raymond Impanis    | Maurits Van Herzele |
| Totale | Totale    | Totale              | 1 066 |                    |                     |

## Dettagli delle tappe

### 1ª tappa
- 13 maggio: Bruxelles > Mons

Risultati
| Pos. | Corridore      | Squadra       | Tempo    |
| ---- | -------------- | ------------- | -------- |
| 1    | Albert Sercu   | Bertin-Wolber | 7h18'45" |
| 2    | Lode Poels     | Garin-Wolber  | a 11"    |
| 3    | André Declerck | Alcyon-Dunlop | s.t.     |

### 2ª tappa
- Mons > Namur

Risultati
| Pos. | Corridore        | Squadra       | Tempo    |
| ---- | ---------------- | ------------- | -------- |
| 1    | Jérôme Dufromont | Mercier       | 6h29'00" |
| 2    | Raymond Impanis  | Alcyon-Dunlop | s.t.     |
| 3    | Marcel Dupont    | Alcyon-Dunlop | s.t.     |

### 3ª tappa
- Namur > Lussemburgo

Risultati
| Pos. | Corridore      | Squadra       | Tempo    |
| ---- | -------------- | ------------- | -------- |
| 1    | Albert Sercu   | Bertin-Wolber | 6h33'03" |
| 2    | Brik Schotte   | Alcyon-Dunlop | s.t.     |
| 3    | Maurice Mollin | Huyberechts   | s.t.     |

### 4ª tappa
- Lussemburgo > Liegi

Risultati
| Pos. | Corridore           | Squadra       | Tempo    |
| ---- | ------------------- | ------------- | -------- |
| 1    | Albert Lambert      | Groene Leeuw  | 6h21'22" |
| 2    | Maurits Van Herzele | Rochet-Dunlop | s.t.     |
| 3    | Maurice Mollin      | Huyberechts   | s.t.     |

### 5ª tappa
- Liegi > Bruxelles

Risultati
| Pos. | Corridore       | Squadra       | Tempo    |
| ---- | --------------- | ------------- | -------- |
| 1    | Raymond Impanis | Alcyon-Dunlop | 6h13'40" |
| 2    | Albert Sercu    | Bertin-Wolber | a 2"     |
| 3    | Jacques Geus    | Rochet-Dunlop | a 5"     |

## Classifiche finali

### Classifica generale
| Pos. | Corridore           | Squadra        | Tempo     |
| ---- | ------------------- | -------------- | --------- |
| 1    | Maurits Van Herzele | Rochet-Dunlop  | 33h01'18" |
| 2    | Albrecht Ramon      | Individuale    | a 7'52"   |
| 3    | Émile Rogiers       | Bertin-Wolber  | a 10'08"  |
| 4    | Albert Sercu        | Bertin-Wolber  | a 10'16"  |
| 5    | Florent Mathieu     | Rochet-Dunlop  | a 12'37"  |
| 6    | Louis Brusselmans   | Huyberechts    | a 23'49"  |
| 7    | Roger Desmet        | Alcyon-Dunlop  | a 26'46"  |
| 8    | Gustave Dillis      | Dilecta-Wolber | a 36'35"  |
| 9    | Sylvère Maes        | Garin-Wolber   | a 37'15"  |
| 10   | Brik Schotte        | Alcyon-Dunlop  | a 40'22"  |